# Rapsodia veneziana
Rapsodia Veneziana l'ottavo album in studio del gruppo Rondò Veneziano, pubblicato in Italia dalla Baby Records nel 1986 ed arrivato in prima posizione in Svizzera per due settimane.

## Descrizione
In Austria e Germania è stato pubblicato con la medesima scaletta come Fantasia Veneziana; in Lussemburgo, Belgio, Paesi Bassi come Lagune.
Il brano Fantasia veneziana è differente dall'omonimo brano dall'album Odissea veneziana.

## Tracce
1. Fantasia veneziana (in la maggiore) (Gian Piero Reverberi e Laura Giordano) - 3:30
2. Perle d'oriente (Gian Piero Reverberi e Laura Giordano) - 2:45
3. Arazzi (I parte) (Gian Piero Reverberi e Laura Giordano) - 3:00
4. Torcello (Gian Piero Reverberi e Laura Giordano) - 3:02
5. Arazzi (II parte) (Gian Piero Reverberi e Laura Giordano) - 2:03
6. Festa mediterranea (Gian Piero Reverberi e Laura Giordano) - 2:30
7. Isole (Gian Piero Reverberi e Laura Giordano) - 2:44
8. La Giudecca (Gian Piero Reverberi e Laura Giordano) - 2:49
9. Calli segrete (Gian Piero Reverberi e Laura Giordano) - 3:29
10. Gondole (Gian Piero Reverberi e Laura Giordano) - 4:37
11. Misteriosa Venezia (Gian Piero Reverberi e Laura Giordano) - 3:25
12. Laguna stellata (Gian Piero Reverberi e Laura Giordano) - 2:17
13. Notturno veneziano (Gian Piero Reverberi e Laura Giordano) - 2:30

## Le composizioni

### Fantasia veneziana (in la maggiore)
Allegretto in la maggiore - Televis Edizioni Musicali

### Perle d'oriente
Andante in si maggiore - Televis Edizioni Musicali e Reverberi Edizioni Musicali

### Arazzi (I parte)
Adagio in la maggiore - Televis Edizioni Musicali e Reverberi Edizioni Musicali

### Torcello
Animato in re maggiore - Televis Edizioni Musicali e Reverberi Edizioni Musicali

### Arazzi (II parte)
Adagio in la maggiore - Televis Edizioni Musicali e Reverberi Edizioni Musicali

### Festa mediterranea
Allegretto in sol maggiore - Televis Edizioni Musicali e Abramo Allione Edizioni Musicali

### Isole
Moderato in sol maggiore

### La Giudecca
Allegretto in sol minore

### Calli segrete
Slow - Moderato in do maggiore

### Gondole
Adagio in re bemolle maggiore

### Misteriosa Venezia
Adagio in sol maggiore

### Laguna stellata
Moderato in mi maggiore

### Notturno veneziano
Andante in mi maggiore

## Classifiche
| Paese    | Posizione raggiunta |
| -------- | ------------------- |
| Europa   | 26                  |
| Italia   | 12                  |
| Svizzera | 1                   |

## Formazione
- Gian Piero Reverberi - direzione d'orchestra, pianoforte in Isole e Misteriosa Venezia, tastiere, sintetizzatori
- Rondò Veneziano - orchestra